# 大谷桃子
大谷 桃子（おおたに ももこ、1995年8月24日 - ）は、日本の女子テニス選手（車いすテニス）。かんぽ生命保険所属。

## 人物
栃木県栃木市出身。栃木市立第五小学校、栃木市立東陽中学校と進む。
テニス自体は兄の影響で小学校3年生の時から始める。作新学院高等学校に進学し、高校3年生の時に福岡県で開催された平成25年度全国高等学校総合体育大会テニス競技の女子ダブルスで出場した。
作新学院高等学校卒業後、スポーツトレーナーを目指して専門学校へ入学するが、その直後に病に倒れ、治療に用いた薬の副作用によって右半身に麻痺が生じて障碍者となり車椅子生活を余儀なくされる。
人生が暗転した状況に落ち込み、引き籠もりになっていた桃子を見かねた実父が車椅子テニスの同好会に桃子を連れ出し、初めて車椅子テニスを見た桃子は車椅子テニスユーザーが楽しそうにテニスを行う姿に触発され、「きちんとした社会に出たい」と思うようになり、改めて大学への進学を決意し、西九州大学健康福祉学部スポーツ健康福祉学科に進むことになった。
2016年の大学進学後、NEC車いすテニスツアーの国際大会である飯塚国際車いすテニス大会を観戦したことがきっかけで本格的に車椅子テニスに取り組むようになり、佐賀市でテニスショップ経営とコーチをしている古賀雅博に直談判し師事。古賀としても車いすテニスへの指導は初めてだった。同年の大阪国際車いすテニストーナメントに出場、初めて外国人選手に勝ったことで本格的に選手としてのキャリアが始まる。
2018年には2018年アジアパラ競技大会（インドネシア・ジャカルタ）日本代表に選出され、女子車椅子テニスシングルスにて3位（銅メダル）入賞を果たした。
2020年には西九州大学を卒業し、日本郵政グループのかんぽ生命保険に正社員として入社。同年はグランドスラム大会の全米オープン (車いすテニス)に初出場し、1回戦で敗れたが自分に足りないものを学ぶべく、男子の第一人者である国枝慎吾、女子の第一人者である上地結衣の試合をじっくり観戦する。その後の全仏オープン (車いすテニス)でチェアテニス世界ランキング1位のディーデ・デ・フロートに勝利する大金星を擧げ、その勢いで決勝まで勝ち上がる。決勝戦では上地に圧倒されて敗れたが堂々たるグランドスラム準優勝の好成績を擧げ、進境著しい姿を印象づけた。
2021年開催の2020年東京パラリンピックの車いすテニス競技女子ダブルスにて上地結衣と組み銅メダリストとなった。活動拠点としている佐賀県から佐賀県民栄誉賞内定、出身地の栃木市からも市民栄誉賞授与方針となった。大谷桃子への栃木市民栄誉賞は2018年と2020年の授与に続いて今回が3度目となる。